# 嘉榄属
嘉榄属（学名：Garuga）是橄榄科下的一个属，为乔木植物。该属共有4－5种，分布于印度、菲律宾、马来西亚、印度尼西亚、大洋洲东北部。 按照目前認識的植物種類，其主要特徵為奇數羽狀複葉，聚生於枝頂，而且有對生的小葉。